# New Zealand Alpine Club
Le New Zealand Alpine Club (NZAC), en français le club Alpin de Nouvelle-Zélande, est le club visant à promouvoir l'alpinisme en Nouvelle-Zélande. Il a été créé en 1891 et compte plus de 3000 membres. Il est basé à Christchurch.